# Torneo de Río de Janeiro 2017
El Rio Open 2017 fue un evento de tenis ATP World Tour de la serie 500 que se disputó en Río de Janeiro (Brasil) entre el 20 y 26 de febrero de 2017. El torneo femenino fue descontinuado a partir de este año.

## Distribución de puntos
| Modalidad            | Campeón | Finalista | Semifinales | Cuartos de final | 2.ª ronda | 1.ª ronda | Clasificados | 2.ª ronda de clasificación | 1.ª ronda de clasificación |
| Individual masculino | 500     | 330       | 200         | 100              | 50        | 0         | 25           | 13                         | 0                          |
| Dobles masculino     | 500     | 300       | 180         | 90               | –         | –         | 45           | 25                         | 0                          |

## Cabezas de serie

### Individual masculino
| Tenista       | Ranking | Preclasificado |
| Kei Nishikori | 5       | 1              |
| Dominic Thiem | 8       | 2              |
| Pablo Cuevas  | 22      | 3              |
| Pablo Carreño | 25      | 4              |
| Albert Ramos  | 26      | 5              |
| David Ferrer  | 27      | 6              |
| Paolo Lorenzi | 37      | 7              |
| João Sousa    | 41      | 8              |

- Ranking del 13 de febrero de 2017

### Dobles masculino
| Tenista                           | Ranking | Preclasificado |
| Jamie Murray Bruno Soares         | 7       | 1              |
| Łukasz Kubot Marcelo Melo         | 30      | 2              |
| Juan Sebastián Cabal Robert Farah | 58      | 3              |
| Pablo Carreño Pablo Cuevas        | 59      | 4              |

- Ranking del 6 de febrero de 2017

## Campeones

### Individuales masculino
Dominic Thiem venció a  Pablo Carreño por 7-5, 6-4

### Dobles masculino
Pablo Carreño /  Pablo Cuevas vencieron a  Juan Sebastián Cabal /  Robert Farah por 6-4, 5-7, [10-8]